# Піскожево
Піскожево (пол. Piskorzewo, нім. Königsdorf) — село в Польщі, у гміні Піш Піського повіту Вармінсько-Мазурського воєводства.
У 1975-1998 роках село належало до Сувальського воєводства.